# Le Normand (fisico)
Le Normand (fl. XIX secolo) è stato un fisico francese.

Sull'utilità dei parafulmini, 1823 (Fondazione Mansutti, Milano).

Nei suoi scritti, le Normand  riprese le teorie di Paolo Beltrami, ritenendo che il parafulmine fosse utile anche come paragrandine, poiché il parafulmine avrebbe sottratto elettricità alle nubi per evitare che si formassero le particelle d'acqua e poi la grandine. La sua opera fu tradotta in italiano dal farmacista Antonio Cattaneo. Le Normand prese parte alla polemica sui sistemi di prevenzione contro i fulmini e la grandine, che coinvolse anche Angelo Bellani, Paolo Beltrami, Giuseppe Demongeri, Alexandre Lapostolle, Giovanni Majocchi, Gaetano Melandri Contessi, Pietro Molossi, Giovanni Battista Nazari, Francesco Orioli, Charles Richardot, Antonio Scaramelli, Charles Tholard e Alessandro Volta. Le compagnie assicurative usarono questi studi per valutare rischi e premi per i campi agricoli.